# Högdalen (Stockholms tunnelbana)
Högdalen ist eine oberirdische Station der Stockholmer U-Bahn. Sie befindet sich im gleichnamigen Stadtteil Högdalen. Die Station wird von der Gröna linjen des Stockholmer U-Bahn-Systems bedient. Die Station gehört zu den mittelstark frequentierten Station des U-Bahn-Netzes. An einem normalen Winterwerktag steigen hier 8.200 Pendler zu.
Die Station wurde am 22. November 1954 eröffnet, als der Abschnitt der Gröna linjen zwischen Stureby und Högdalen in Betrieb genommen wurde. Bis zum 14. November 1959 war sie auch Endstation der Linie T18. Danach fuhren die Züge über den neuerbauten Abschnitt bis zur Station Rågsved. Die jetzige Station wurde am 3. November 1957 eingeweiht. Die Station liegt zwischen den Stationen Rågsved und Bandhagen. Die Bahnsteige befinden sich oberirdisch in Hochlage. Bis zum Stockholmer Hauptbahnhof sind es etwa acht Kilometer.

## Depot Högdalen
Der Bahnhof hat zwei Mittelbahnsteige und drei Gleise, wovon das mittlere von beiden Bahnsteigen erreicht werden kann.
Es dient zum Aus- und Einfädeln der U-Bahn-Wagen zu und von dem Wagendepot Högdalen.
Es ist beschlossen, die blaue Linie von Kungsträdgården nach Södermalm und dann in zwei Ästen nach Nacka und zum Gullmarsplan zu verlängern. Der zweite Ast soll dann ab der Haltestelle Sockenplan die Strecke nach Hagsätra übernehmen. Das Depot Högdalen wäre dann nicht länger zur grünen Linie gehörig. Deshalb ist eine zweite Anbindung des Depots Richtung Osten zum Farsta-Zweig der grünen Linie geplant.

## Reisezeit
| Linie | bis Station     | Reisezeit | bis Station                    | Reisezeit            |
| T19   | Hässelby strand | 51 min    | Slussen Gamla stan T-Centralen | 14 min 15 min 19 min |
| T19   | Hagsätra        | 4 min     | Slussen Gamla stan T-Centralen | 14 min 15 min 19 min |